# رامحة مستديرة الأوراق
رامحة مستديرة الأوراق (الاسم العلمي:Dovyalis rotundifolia) هي نوع من النباتات تتبع جنس الرامحة من الفصيلة الصفصافية.